# Margot Kidder
Margot Kidder (født Margaret Ruth Kidder; 17. oktober 1948, død 13. maj 2018) var en canadisk-amerikansk skuespiller, der blev kendt i bredere kredse for sin rolle som Lois Lane i de første Superman-film med Christopher Reeve i titelrollen 1978-1987.
Kidder debuterede i filmbranchen i 1960'erne i canadiske lavbudget-film og tv-serier, inden hun fik en hovedrolle i Heldet forfølger den tossede (1970). Derpå fulgte hovedroller i Brian De Palmas Sisters (1973), i slasherfilmen Black Christmas (1974) og i dramaet Alle tiders vovehals (1975) over for Robert Redford. Efter det store gennembrud med Superman (1978) fulgte også en hovedrolle i Spøgelseshuset (1979), men mod slutningen af 1980'erne begyndte Kidders karriere at falme lidt, og en bilulykke i 1990 betød, at hun ikke kunne arbejde i to år, hvilket kostede hende hele hendes formue. I 1996 fik hun et psykisk nedbrud, og hun blev diagnosticeret med en bipolar affektiv sindslidelse, men siden arbejdede hun ganske regelmæssigt, fortrinsvis i mindre roller i uafhængige film og tv-serier som Boston Common (1996-1997) og børneserien R.L. Stine's The Haunting Hour. For sin rolle i sidstnævnte modtog hun en Emmy i 2015.
Ud over sin tv- og filmkarriere har Margot Kidder også spillet teater, bl.a. i en Broadway-opsætning i 2002 af The Vagina Monologues.
Hun blev amerikansk statsborger i 2005, og hun var kendt for at tage politiske standpunkter på områder som USA's krigsdeltagelse (hun var imod) og miljøpolitik (det var vigtigt for hende, at naturen blev beskyttet), og hun støttede demokratiske politikere som Jesse James og Bernie Sanders.

## Udvalgt filmografi

### Film
- The Best Damn Fiddler from Calabogie to Kaladar (1969)
- Chicago, Chicago (1969)
- Heldet følger den tossede (1970)
- Sisters (1973)
- Black Christmas (1974)
- Alle tiders vovehals (1975)
- Manden der levede to gange (1975)
- Superman (1978)
- Spøgelseshuset (1979)
- Superman på nye eventyr (1980)
- Superman III (1983)
- Superman IV - kampen for fred (1987)

### Tv
- Nichols (1971-72)
- Shell Game (1987)
- Captain Planet and the Planeteers (1993-96)
- Phantom 2040 (1994-96)
- Boston Common (1996-97)
- Smallville (2004)
- R.L. Stine's The Haunting Hour (2014)